# Kobayashi Hidemasa
Hidemasa Kobayashi (sinh ngày 17 tháng 6 năm 1994) là một cầu thủ bóng đá người Nhật Bản.

## Sự nghiệp câu lạc bộ
Hidemasa Kobayashi đã từng chơi cho Fagiano Okayama.